# نیت کار
نیت کار (انگلیسی: Nate Carr؛ زادهٔ ۲۴ ژوئن ۱۹۶۰) کشتی‌گیر اهل ایالات متحده آمریکا بود.
وی در مسابقات کشوری و بین‌المللی در مجموع برندهٔ ۱ مدال برنز شده‌است.